# Episodi di Lucky Louie
La prima ed unica stagione della serie televisiva Lucky Louie è stata trasmessa negli Stati Uniti dall'11 giugno al 27 agosto 2006 sul canale HBO. La stagione è composta da 13 episodi, ma l'ultimo episodio intitolato Clowntime Is Over non è stato mai trasmesso da HBO ed è stato incluso nell'edizione DVD della serie, pubblicata il 30 gennaio 2007.
In Italia la stagione è inedita.
| nº | Titolo originale  | Prima TV USA   |
| -- | ----------------- | -------------- |
| 1  | Pilot             | 11 giugno 2006 |
| 2  | Kim's O           | 18 giugno 2006 |
| 3  | A Mugging Story   | 25 giugno 2006 |
| 4  | Long Weekend      | 2 luglio 2006  |
| 5  | Control           | 9 luglio 2006  |
| 6  | Flowers for Kim   | 16 luglio 2006 |
| 7  | Discipline        | 23 luglio 2006 |
| 8  | Get Out           | 30 luglio 2006 |
| 9  | Drinking          | 6 agosto 2006  |
| 10 | Confession        | 13 agosto 2006 |
| 11 | Louie Quits       | 20 agosto 2006 |
| 12 | Kim Moves Out     | 27 agosto 2006 |
| 13 | Clowntime Is Over | inedito        |